# Senillé-Saint-Sauveur
Senillé-Saint-Sauveur ist eine französische Gemeinde mit 1.724 Einwohnern (Stand: 1. Januar 2022) im Département Vienne in der Region Nouvelle-Aquitaine (vor 2016: Poitou-Charentes); sie gehört zum Arrondissement Châtellerault und zum Kanton Châtellerault-3. Sie entstand als Commune nouvelle mit Wirkung vom 1. Januar 2016 durch die Zusammenlegung der früheren Gemeinden Senillé und Saint-Sauveur, die beide seither in der neuen Gemeinde den Status einer Commune déléguée besitzen.

## Gliederung
| Ortsteil                        | ehemaliger INSEE-Code | Fläche (km²) | Einwohnerzahl zum 1. Januar 2022 |
| ------------------------------- | --------------------- | ------------ | -------------------------------- |
| Saint-Sauveur (Verwaltungssitz) | 86245                 | 32,37        | 977                              |
| Senillé                         | 86259                 | 17,94        | .0747                            |

## Lage
Senillé-Saint-Sauveur liegt etwa sechs Kilometer östlich von Châtellerault. Nachbargemeinden von Senillé-Saint-Sauveur sind Oyré im Norden, Mairé im Nordosten, Coussay-les-Bois im Osten, Leigné-les-Bois im Osten und Südosten, Chenevelles und Monthoiron im Süden, Availles-en-Châtellerault im Südwesten sowie Châtellerault im Westen.

## Sehenswürdigkeiten
Siehe auch: Liste der Monuments historiques in Senillé-Saint-Sauveur

### Saint-Sauveur
- Kirche Saint-Antoine aus dem 14./15. Jahrhundert, seit 1910/1913 Monument historique
- Reste einer antiken Befestigungsmauer, seit 1932 Monument historique
- Kommanderie Foucaudière

### Senillé
- Kirche Saint-André aus dem 12. Jahrhundert, im 19. Jahrhundert restauriert
- Tuffsteinbruch

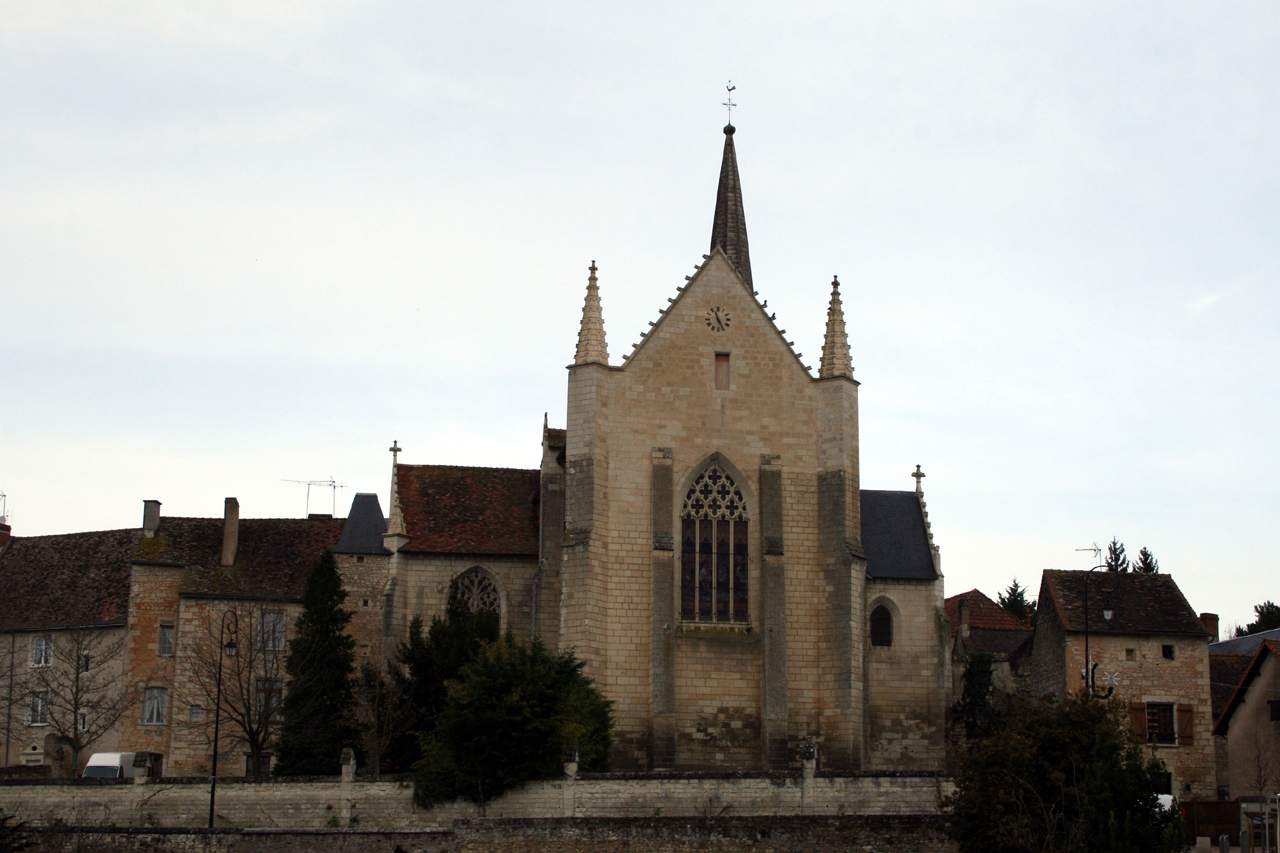
Kirche Saint-Antoine in Saint-Sauveur
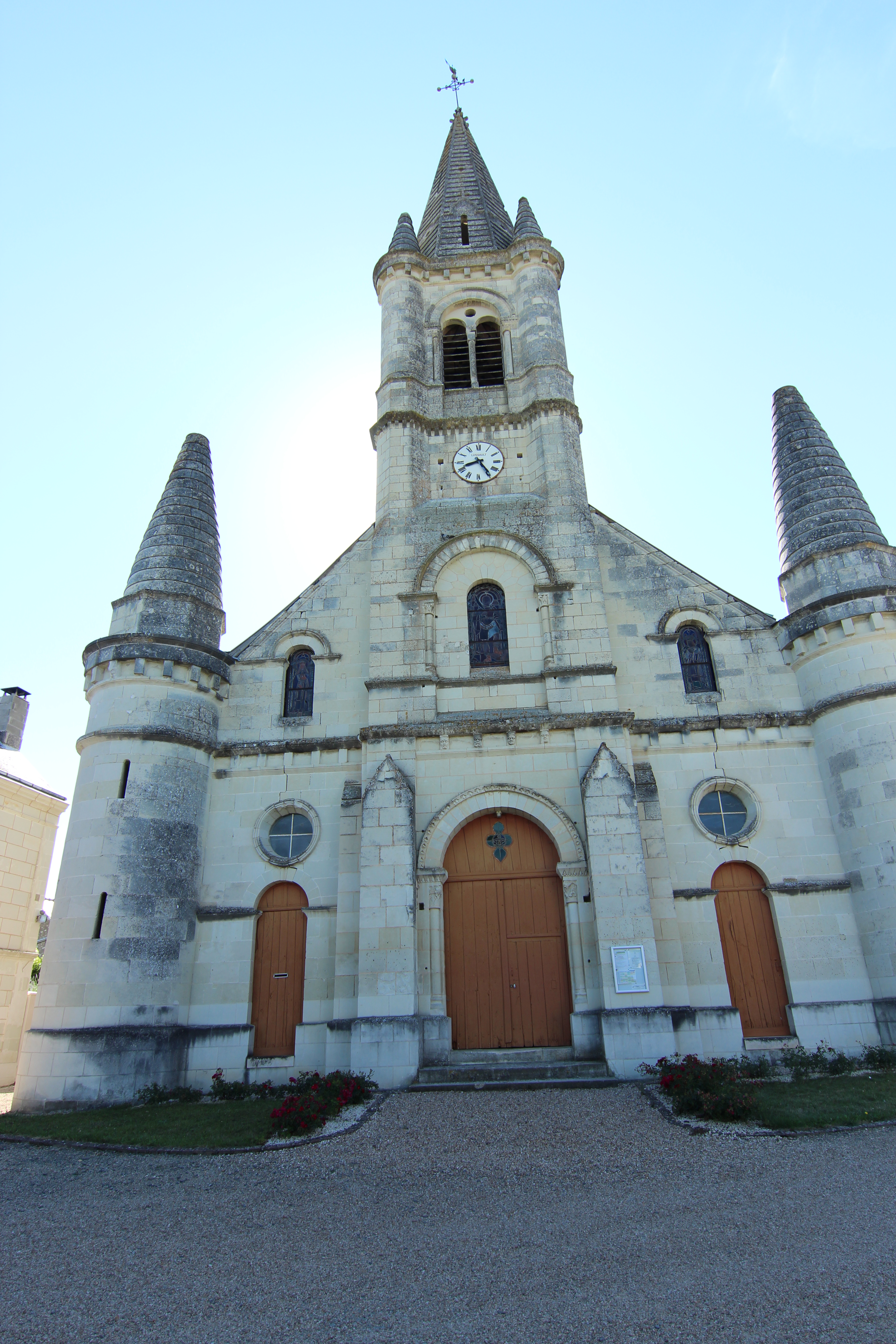
Kirche Saint-André in Senillé
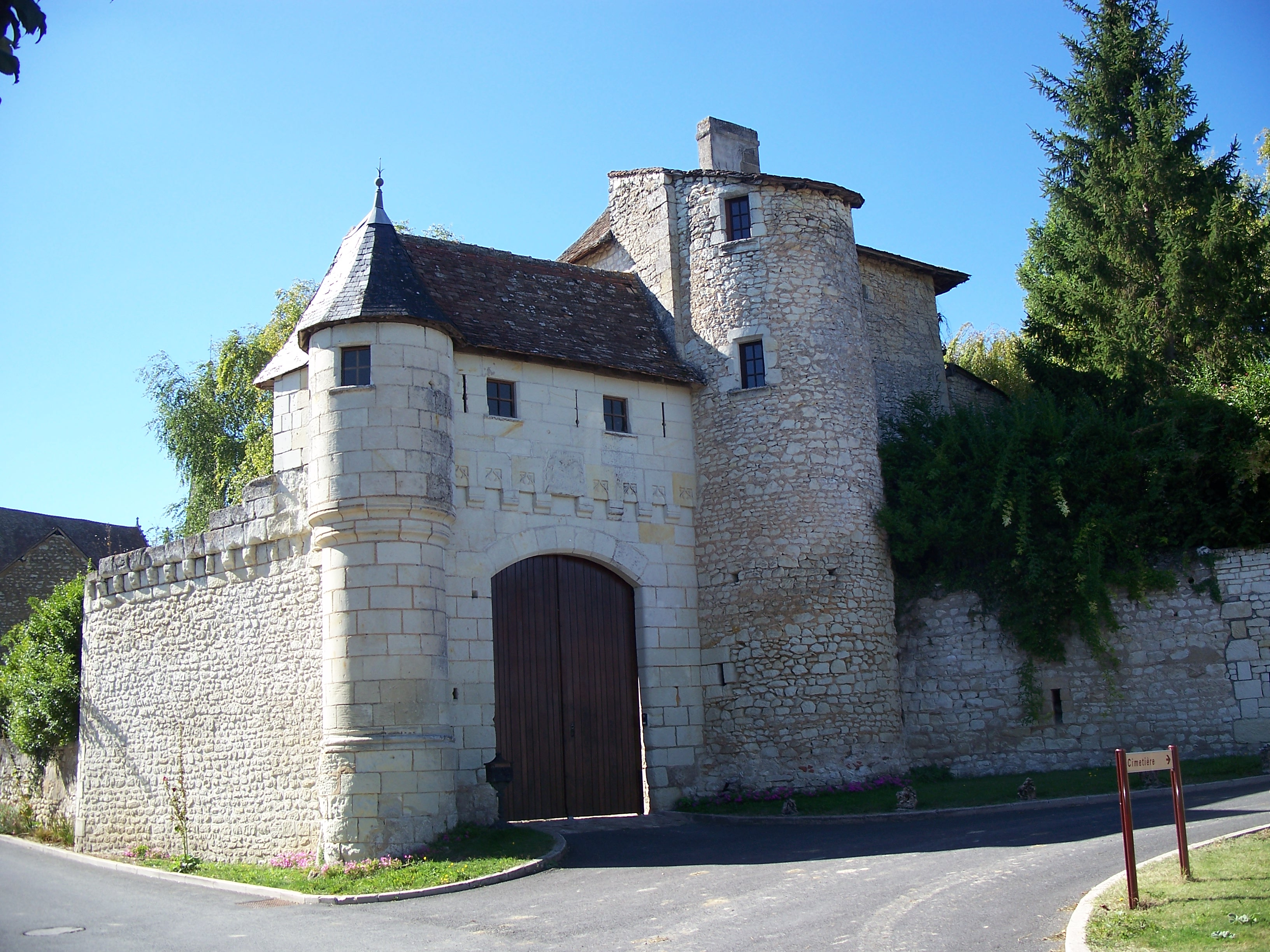
Kommanderie Foucaudière